# Sauropodiformes
Sauropodiformes („mající tvar sauropodů“) je klad (přirozená vývojová skupina) sauropodomorfních dinosaurů, žijících v období pozdního triasu (geologický věk nor, před 228 miliony let) až nejpozdnější křídy (před 66 miliony let) na území prakticky celého světa. Skupina je definována tak, že zahrnuje všechny dinosaury, kteří mají vývojově blíže k taxonu Sauropoda než k primitivnějším sauropodomorfům, jako jsou rody Massospondylus nebo Plateosaurus. Tento klad byl definován v roce 2007 americkým paleontologem Paulem Callistem Serenem.

## Kladogram
- Sauropodiformes
sensu McPhee et al., 2013
  - Chuxiongosaurus?
  - Jingshanosaurus
  - Lishulong
  - Qianlong
  - Seitaad
  - Xingxiulong
  - Yunnanosaurus
  - Sauropodiformes
sensu Sereno, 2007
    - Aardonyx
    - Anchisaurus
    - Irisosaurus
    - Lamplughsaura
    - Leonerasaurus
    - Mussaurus
    - Sefapanosaurus
    - Yizhousaurus
    - Lessemsauridae?
    - Melanorosauridae
    - Sauropoda

  - Sauropodiformes incertae sedis
- Amygdalodon
- Isanosaurus
- Kotasaurus
- Meroktenos

## Systematika
Klad Sauropodiformes spadá do obsáhlejších kladů (přirozených vývojových skupin se společným předkem) Massopoda a Sauropodomorpha.